# Atelopus limosus
Atelopus limosus är en padda i familjen Bufonidae som förekommer i Panama. Artens vetenskapliga beskrivning utfördes 1995 av Ibáñez, Jaramillo och Solís.

## Utbredning
Denna padda är bara känd från centrala Panama. Den vistas där i subtropiska fuktiga regnskogar i avrinningsområdet av floden Chagres.

## Beskrivning

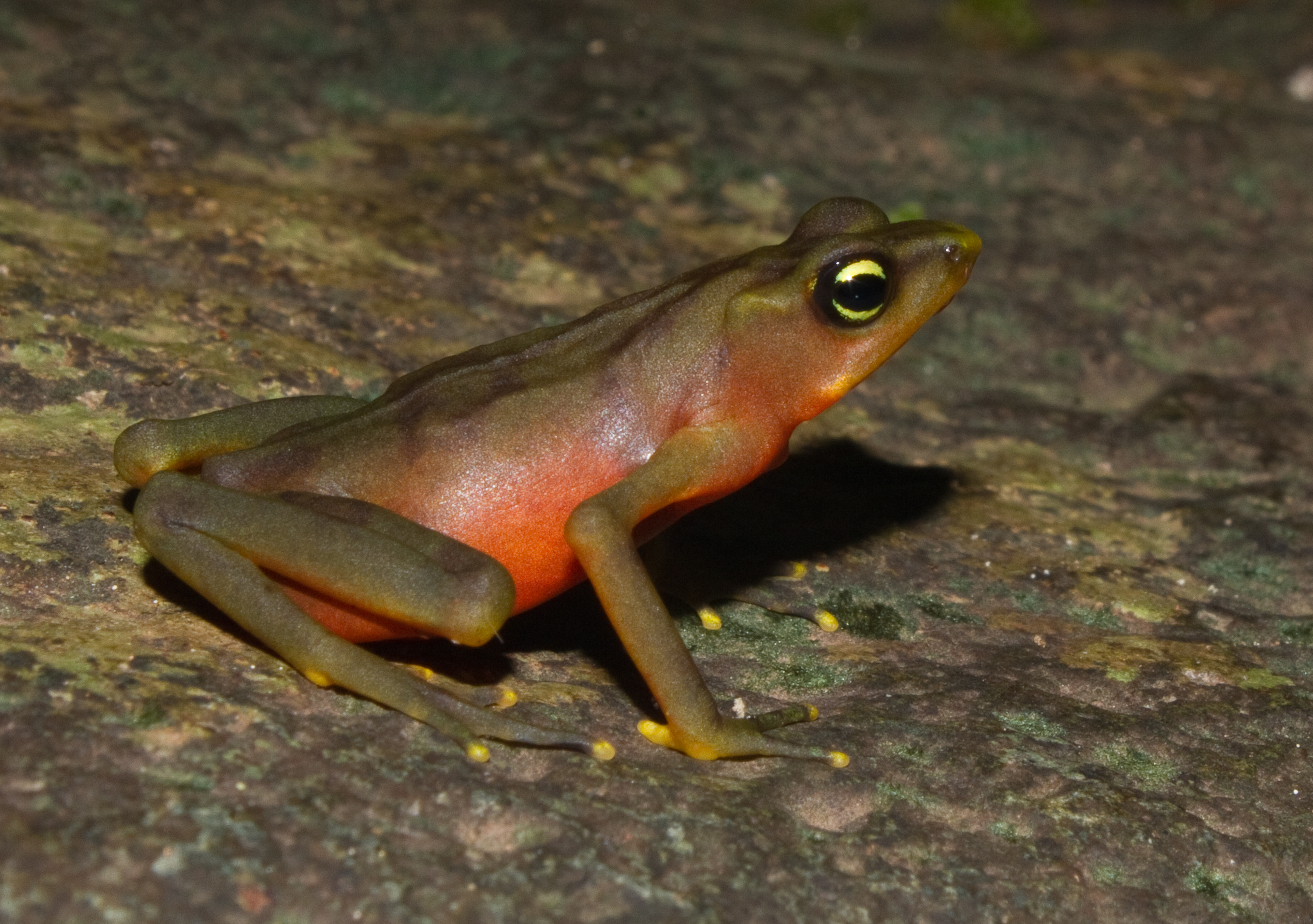
Hona av låglandsformen.

Atelopus limosus förekommer i två färgvarianter. Formen från låglandet har en nästan enfärgad brungrön rygg och en gul näsa. Hos formen från höglandet förekommer osymmetriska svarta markeringar på ryggen. Hos båda varianter finns en tydlig könsdimorfism. Hannar är mindre och har en vit mage med små svarta fläckar medan honor har en mera röd eller orange mage.
Det är inte helt utredd vad individerna äter, men troligen har paddan samma föda som andra arter av släktet Atelopus, alltså skalbaggar, myror, flugor och kvalster. Djur i fångenskap åt stora fruktflugor, små mjölmaskar och små syrsor.
Status och hot
Arten hotas av en sjukdom som orsakas av en svamp samt av habitatförstörelse. Sjukdomen slå hårdast mot arter av samma släkte som lever i höga bergstrakter. Då Atelopus limosus främst vistas i låglandet är situationen inte lika akut men arten listas trots allt av IUCN som starkt hotad (EN).